# Villnösser Brillenschaf
Das Villnösser Brillenschaf ist eine sehr alte Schafrasse aus dem Villnößtal in Südtirol, die bereits im 18. Jahrhundert durch die Kreuzung des Bergamaskerschafs und des Paduaner Seidenschafs entstand. Sie ist somit eine der ältesten Schafrassen Europas und sogar die älteste Schafrasse Südtirols. Eine sehr nah verwandte Schafrasse ist das Kärntner Brillenschaf.
Das Villnösser Brillenschaf ist eine sehr robuste Schafrasse.

## Aussehen
Das Villnösser Brillenschaf hat ein weißes Fell und eine charakteristische dunkle Pigmentierung um die Augen, die einer Brille ähnelt. Von dieser dunklen Pigmentierung stammt vermutlich auch der Name „Brillenschaf“. Eine andere Stelle, die ebenfalls dunkel pigmentiert ist, ist der Bereich der Ohren.

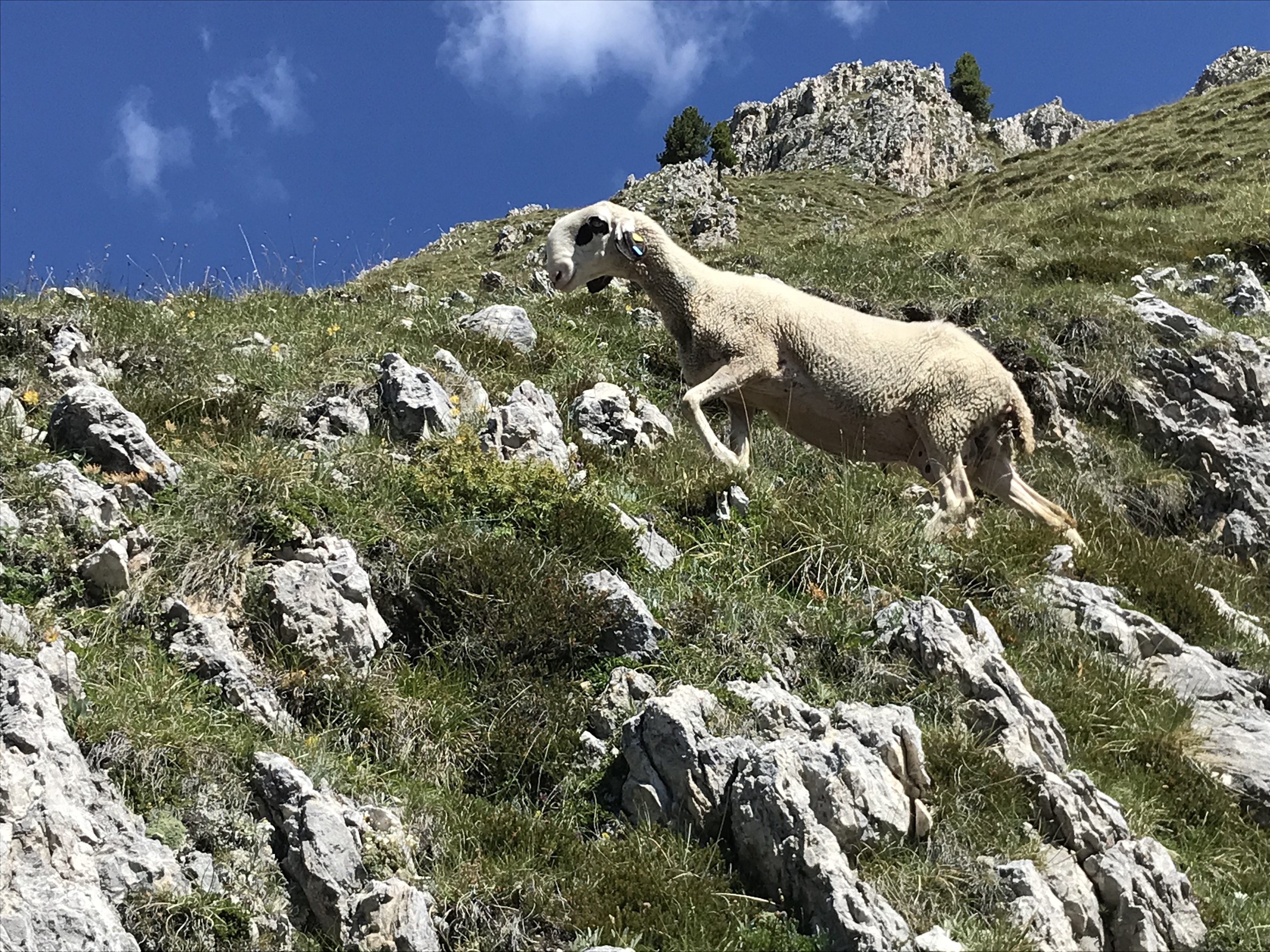
Ein Villnösser Brillenschaf auf dem Günther-Messner-Steig

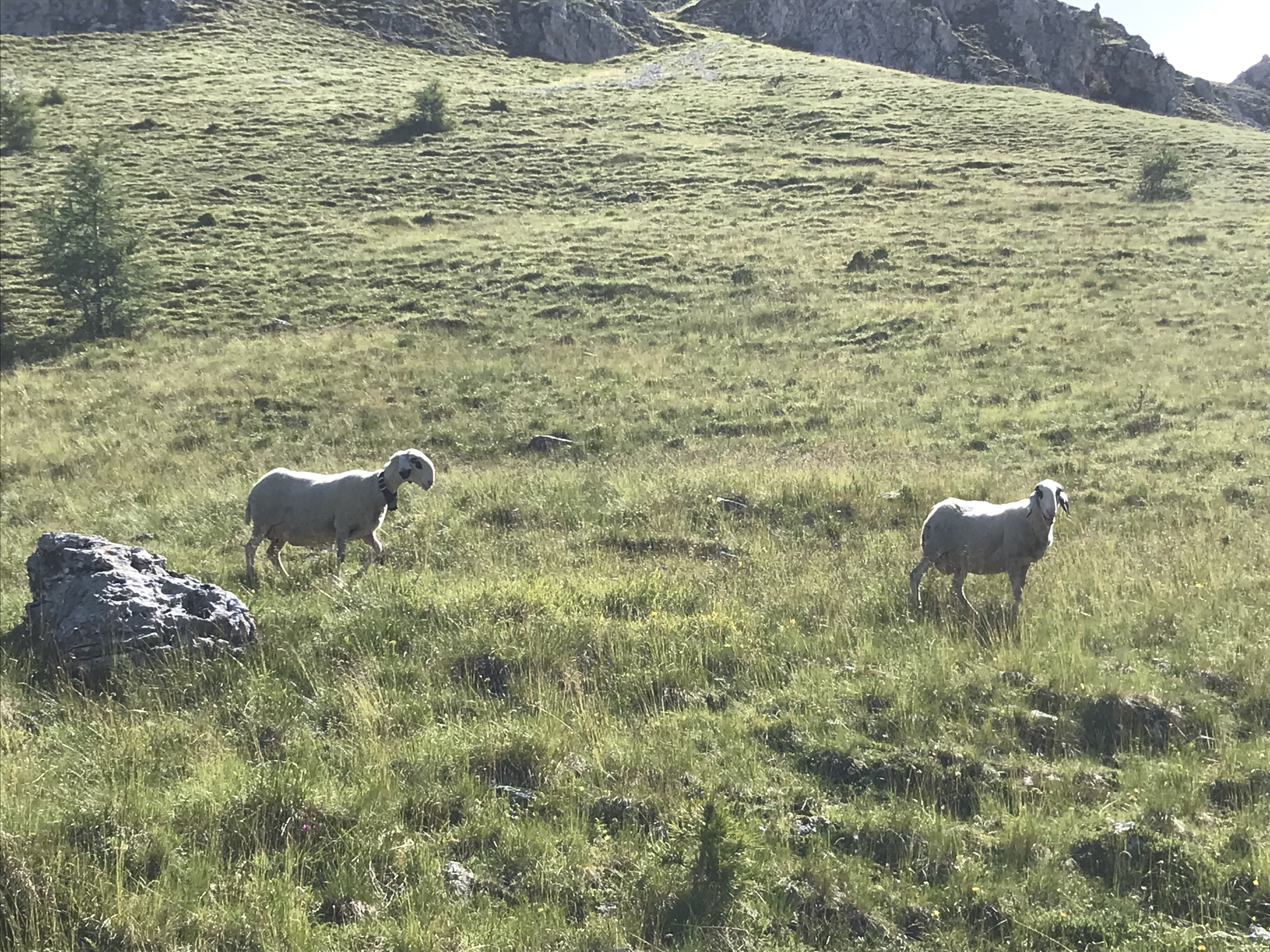
Zwei Villnösser Brillenschafe auf dem Günther-Messner-Steig

Charakteristisch ist auch die Kopfform dieser Schafrasse. Der Kopf dieser Rasse hat einen ausgeprägten Buckel zwischen Nase und Augen.

## Produkte
Das Villnösser Brillenschaf liefert hochwertige edle Wolle (ca. 4–5 kg pro Tier) und feines Fleisch. 
Die Wolle des Villnösser Brillenschafs ist sehr weich und eignet sich sehr gut für warme Winterkleidung.
Das Lammfleisch des Villnösser Brillenschafs ist qualitativ sehr hochwertig. Es ist feinfaserig, zart, fettarm und mild im Geschmack.

## Geschichte
Das Brillenschaf ist eine der ältesten Schafrassen Europas. Im 18. Jahrhundert züchteten Bauern den sogenannten „Pötscher“. Erst 1989 wurde das Brillenschaf als eigenständige Rasse anerkannt.
Vor allem während des Zweiten Weltkrieges waren die Brillenschafe bedeutend für die Menschen. Nach dem Krieg verloren diese aber stetig an Bedeutung.
Jetzt erlebt das Villnösser Brillenschaf wieder einen Aufschwung. Heute gibt es im Villnößtal ca. 450 Tiere und in Südtirol insgesamt ca. 1700 Tiere. Es gibt allerdings auch in Bayern, Österreich und in der Schweiz vereinzelte Restherden.